# Trogodes demeyeri
Trogodes demeyeri är en skalbaggsart som beskrevs av Rojkoff 2011. Trogodes demeyeri ingår i släktet Trogodes och familjen Cetoniidae. Inga underarter finns listade i Catalogue of Life.